# Primera División 2015 (vrouwenvoetbal Uruguay)
Het seizoen 2015 van de Primera División was het negentiende seizoen van de hoogste Uruguayaanse vrouwenvoetbalcompetitie. Het seizoen liep van 12 april tot 11 oktober 2015. Colón FC werd voor de derde keer op rij landskampioen.

## Teams
Er namen veertien ploegen deel aan de Primera División tijdens het seizoen 2015. Twaalf daarvan hadden vorig seizoen ook meegedaan en Figli della Toscana en CD Línea D Cutcsa debuteerden in de competitie. Ten opzichte van vorig seizoen ontbraken Río Negro City FC en Racing Club de Montevideo
| Club                      | Stad        | Vorig seizoen |
| ------------------------- | ----------- | ------------- |
| CA Bella Vista            | Montevideo  | 8e            |
| CSD SAC Canelones         | Las Piedras | 13e           |
| CA Cerro                  | Montevideo  | 3e            |
| Colón FC                  | Montevideo  | 1e            |
| Figli della Toscana       | Montevideo  | Geen deelname |
| CD Línea D Cutcsa         | Montevideo  | Geen deelname |
| Montevideo Wanderers FC   | Montevideo  | 6e            |
| Club Nacional de Football | Montevideo  | 2e            |
| CA Progreso Misses        | Canelones   | 12e           |
| CA River Plate            | Montevideo  | 4e            |
| Rocha FC                  | Rocha       | 9e            |
| Salus FC                  | Montevideo  | 10e           |
| Club Seminario            | Montevideo  | 14e           |
| Udelar                    | Montevideo  | 11e           |

## Competitie-opzet
De veertien deelnemende ploegen werden in vier groepen verdeeld, waarna de ploegen werden verdeeld in de Copa de Oro en de Copa de Plata. In de eerste fase werd in elke groep een hele competitie afgewerkt, waarna zeven ploegen zich plaatsten voor de Copa de Oro (Gouden Beker). De overige zeven ploegen gingen verder in de Copa de Plata (Zilveren Beker). In de Copa de Oro en in de Copa de Plata werd een hele competitie gespeeld. De ploegen in de Copa de Oro speelden om de landstitel, de Copa de Plata had de achtste plaats als inzet. Dit was dezelfde competitie-opzet als het vorige seizoen.

### Kwalificatie voor internationale toernooien
Het seizoen 2015 gold als kwalificatie voor de Zuid-Amerikaanse Copa Libertadores Femenina van 2016. De landkampioen en de nummer twee mochten meedoen aan dat toernooi, dat in december 2016 in Montevideo en Colonia del Sacramento (Uruguay) werd gespeeld. Als organiserend land mocht Uruguay een tweede deelnemer inschrijven, anders had enkel de kampioen zich gekwalificeerd. Het werd pas in 2016 bekend dat het Copa Libertadores Femenina in Uruguay zou worden gespeeld. In eerste instantie was de organisatie aan São Paulo (Brazilië) toegewezen. Pas nadat die stad de organisatie had teruggegeven werd het toernooi toegewezen aan het 'reserve-gastland' Uruguay. De nummer twee van de Primera División was aan het eind van het jaar dus nog niet zeker van deelname aan de Copa Libertadores Femenina.

## Groepsfase
De Primera Fase (eerste fase) was de groepsfase die liep van 21 april tot 31 mei. De ploegen werden in vier groepen verdeeld, gebaseerd op de eindklassering van vorig seizoen (twee groepen met drie clubs en twee groepen met vier clubs). De beste zeven ploegen (alle groepswinnaars, de nummers twee uit Groep 3 en 4 en de beste nummer twee van Groep 1 of 2) kwalificeerden zich voor de Copa de Oro, waardoor ze nog kans hadden op de landstitel. De overige zeven ploegen gingen verder in de Copa de Plata, een troosttoernooi met de negende plaats als inzet.

### Groep 1
In groep 1 zaten titelverdediger Colón FC, nummer tien Salus FC en nummer elf Udelar. Colón won al hun wedstrijden zonder tegendoelpunt en plaatste zich voor de Copa de Oro. Salus en Udelar speelden twee keer gelijk tegen elkaar, wat niet voldoende was om door te gaan naar de Copa de Oro. Omdat Salus met minder ruime cijfers had verloren van Colón eindigden zij als tweede, maar ze gingen samen met Udelar verder in de Copa de Plata.
|    | Club     | Sp. | W | G | V | Pnt. | DV | DT | DS  |
| -- | -------- | --- | - | - | - | ---- | -- | -- | --- |
| 1. | Colón FC | 4   | 4 | 0 | 0 | 12   | 30 | 0  | +30 |
| 2. | Salus FC | 4   | 0 | 2 | 2 | 2    | 4  | 17 | –13 |
| 3. | Udelar   | 4   | 0 | 2 | 2 | 2    | 4  | 21 | –17 |

### Legenda
| Kleur | Kwalificatie voor |
| ----- | ----------------- |
|       | Copa de Oro       |
|       | Copa de Plata     |

### Uitslagen
| Uitploeg →   | CFC   | SFC    | UdlR   |
| Thuisploeg ↓ | CFC   | SFC    | UdlR   |
| ------------ | ----- | ------ | ------ |
| Colón FC     |       | 10 – 0 | 11 – 0 |
| Salus FC     | 0 – 3 |        | 2 – 2  |
| Udelar       | 0 – 6 | 2 – 2  |        |

### Groep 2
In groep 2 waren vicekampioen Club Nacional de Football, nummer negen Rocha FC en nummer twaalf CA Progreso Misses actief. Nacional won alle wedstrijden met zeven doelpunten verschil of meer en kwalificeerde zich zo voor de Copa de Oro. Omdat Rocha beide ontmoetingen met Progreso won plaatsten zij zich ook voor de Copa de Oro.
|    | Club                      | Sp. | W | G | V | Pnt. | DV | DT | DS  |
| -- | ------------------------- | --- | - | - | - | ---- | -- | -- | --- |
| 1. | Club Nacional de Football | 4   | 4 | 0 | 0 | 12   | 44 | 0  | +44 |
| 2. | Rocha FC                  | 4   | 2 | 0 | 2 | 6    | 7  | 18 | –11 |
| 3. | CA Progreso Misses        | 4   | 0 | 0 | 4 | 0    | 2  | 35 | –33 |

### Legenda
| Kleur | Kwalificatie voor |
| ----- | ----------------- |
|       | Copa de Oro       |
|       | Copa de Plata     |

### Uitslagen
| Uitploeg →                | CNdF   | CAPM   | RFC   |
| Thuisploeg ↓              | CNdF   | CAPM   | RFC   |
| ------------------------- | ------ | ------ | ----- |
| Club Nacional de Football |        | 16 – 0 | 9 – 0 |
| CA Progreso Misses        | 0 – 12 |        | 2 – 3 |
| Rocha FC                  | 0 – 7  | 4 – 0  |       |

### Groep 3
Groep 3 bestond uit nummer drie CA Cerro, nummer acht CA Bella Vista (winnaar van de Copa de Plata), nummer dertien CSD SAC Canelones en debutant Figli della Toscana. Cerro en Bella Vista waren duidelijk de sterkere ploegen in deze groep. Elke wedstrijd tegen de twee andere clubs werd met minimaal drie doelpunten verschil gewonnen. Hun onderlinge ontmoeting op 19 april eindigde in een gelijkspel, bijna een maand later won Cerro de terugwedstrijd met het kleinste verschil. Hierdoor werden de Villeros groepswinnaar. Bella Vista kwalificeerde zich als nummer twee ook voor de Copa de Oro.
Figli della Toscana slaagde er nog niet in om hun eerste overwinning in de Primera División te behalen: de uitwedstrijd tegen SAC Canelones ging verloren, thuis speelden ze gelijk. Hierdoor werd SAC Canelones derde in de groep.
|    | Club                | Sp. | W | G | V | Pnt. | DV | DT | DS  |
| -- | ------------------- | --- | - | - | - | ---- | -- | -- | --- |
| 1. | CA Cerro            | 6   | 5 | 1 | 0 | 16   | 24 | 3  | +21 |
| 2. | CA Bella Vista      | 6   | 4 | 1 | 1 | 13   | 14 | 8  | +6  |
| 3. | CSD SAC Canelones   | 6   | 2 | 0 | 4 | 6    | 9  | 15 | –6  |
| 4. | Figli della Toscana | 6   | 0 | 0 | 6 | 0    | 4  | 33 | –29 |

### Legenda
| Kleur | Kwalificatie voor |
| ----- | ----------------- |
|       | Copa de Oro       |
|       | Copa de Plata     |

### Uitslagen
| Uitploeg →          | CABV  | CAC   | FdT   | CSDSC |
| Thuisploeg ↓        | CABV  | CAC   | FdT   | CSDSC |
| ------------------- | ----- | ----- | ----- | ----- |
| CA Bella Vista      |       | 0 – 1 | 6 – 0 | 3 – 0 |
| CA Cerro            | 2 – 2 |       | 7 – 0 | 5 – 0 |
| Figli della Toscana | 0 – 5 | 1 – 5 |       | 0 – 0 |
| CSD SAC Canelones   | 0 – 6 | 0 – 4 | 4 – 0 |       |

### Groep D
CA River Plate (vorig seizoen vierde), Montevideo Wanderers (zesde) en Club Seminario (veertienden) zaten samen met debutant CD Línea D Cutcsa in groep 4. River Plate speelde hun eerste tegen Montevideo Wanderers gelijk, maar won de overige wedstrijden en kwalificeerde zich zo als groepswinnaar voor de Copa de Oro. Wanderers ging ook door als nummer twee. Zij bleven ongeslagen tegen Seminario en Línea D Cutcsa, hoewel de debutant in de terugronde wel nog een gelijkspel wist te behalen tegen Wanderers. De nummers drie en vier - Línea D Cutcsa en Seminario - gingen verder in de Copa de Plata. Seminario slaagde er net als vorig seizoen niet in om punten te behalen in de groepsfase.
|    | Club                    | Sp. | W | G | V | Pnt. | DV | DT | DS  |
| -- | ----------------------- | --- | - | - | - | ---- | -- | -- | --- |
| 1. | CA River Plate          | 6   | 5 | 1 | 0 | 16   | 34 | 5  | +29 |
| 2. | Montevideo Wanderers FC | 6   | 3 | 2 | 1 | 11   | 11 | 11 | 0   |
| 3. | CD Línea D Cutcsa       | 6   | 2 | 1 | 3 | 7    | 6  | 18 | –12 |
| 4. | Club Seminario          | 6   | 0 | 0 | 6 | 0    | 7  | 24 | –17 |

### Legenda
| Kleur | Kwalificatie voor |
| ----- | ----------------- |
|       | Copa de Oro       |
|       | Copa de Plata     |

### Uitslagen
| Uitploeg →              | CDLDC | MWFC  | CARP  | Semi  |
| Thuisploeg ↓            | CDLDC | MWFC  | CARP  | Semi  |
| ----------------------- | ----- | ----- | ----- | ----- |
| CD Línea D Cutcsa       |       | 1 – 1 | 0 – 4 | 2 – 1 |
| Montevideo Wanderers FC | 2 – 0 |       | 1 – 6 | 3 – 1 |
| CA River Plate          | 9 – 1 | 1 – 1 |       | 7 – 2 |
| Club Seminario          | 1 – 2 | 2 – 3 | 0 – 7 |       |

## Copa de Plata
De slechtste nummer twee en alle nummers drie en vier streden om de Copa de Plata. De ploegen speelden een hele competitie met de achtste plaats als inzet. De resultaten uit de groepsfase werden niet meegenomen, dus alle zeven ploegen begonnen de Copa de Plata weer op nul punten. De wedstrijden werden tussen 31 mei en 11 oktober gespeeld.
Udelar was in de eerste helft van de Copa de Plata de sterkste ploeg. Ze bleven alle zes wedstrijden ongeslagen, met remises tegen Club Seminario en CSD SAC Canelones en zeges op de overige vier deelnemers. De tweede plaats was voor CD Línea D Cutcsa met twee punten minder. Seminario volgde op nog een punt achterstand.
Nadat de eerste helft was gespeeld lag de competitie een maand stil. Bij de hervatting won Seminario van Udelar, waardoor ze op gelijke hoogte kwamen. Een week later verloren ze echter van Línea D Cutcsa, waardoor Udelar weer alleen op kop kwam. Ondanks een gelijkspel tegen Salus FC gaf Udelar de leiding niet meer uit handen en wonnen ze de Copa de Plata uiteindelijk met zes punten voorsprong. Het was de tweede keer dat Udelar deze prijs won, ook in 2012 ging de Copa de Plata naar de Udelaristas.
De tweede en derde plaats (negende en tiende in de totaalstand) waren voor Seminario en Salus. Debutant Figli della Toscana eindigde met twee punten onderaan en slaagde er bij hun eerste seizoen in de Primera División dus niet in om een wedstrijd te winnen.
|    | Club                | Sp. | W | G | V  | Pnt. | DV | DT | DS  |
| -- | ------------------- | --- | - | - | -- | ---- | -- | -- | --- |
| 1. | Udelar              | 12  | 8 | 3 | 1  | 27   | 24 | 8  | +16 |
| 2. | Club Seminario      | 12  | 6 | 3 | 3  | 21   | 30 | 17 | +13 |
| 3. | Salus FC            | 12  | 6 | 3 | 3  | 21   | 24 | 19 | +5  |
| 4. | CD Línea D Cutcsa   | 12  | 6 | 2 | 4  | 20   | 17 | 12 | +5  |
| 5. | CSD SAC Canelones   | 12  | 3 | 4 | 5  | 13   | 25 | 23 | +2  |
| 6. | CA Progreso Misses  | 12  | 3 | 3 | 6  | 12   | 10 | 17 | –7  |
| 7. | Figli della Toscana | 12  | 0 | 2 | 10 | 2    | 5  | 39 | –34 |

### Uitslagen
| Uitploeg →          | CSDSC | FdT   | CDLDC | CAPM  | SFC   | Semi  | UdlR  |
| Thuisploeg ↓        | CSDSC | FdT   | CDLDC | CAPM  | SFC   | Semi  | UdlR  |
| ------------------- | ----- | ----- | ----- | ----- | ----- | ----- | ----- |
| CSD SAC Canelones   |       | 6 – 0 | 2 – 2 | 3 – 1 | 2 – 3 | 2 – 5 | 1 – 2 |
| Figli della Toscana | 0 – 1 |       | 1 – 3 | 1 – 1 | 0 – 3 | 0 – 8 | 0 – 5 |
| CD Línea D Cutcsa   | 1 – 0 | 1 – 1 |       | 2 – 0 | 3 – 2 | 2 – 1 | 0 – 1 |
| CA Progreso Misses  | 2 – 2 | 1 – 0 | 1 – 0 |       | 0 – 0 | 0 – 1 | 0 – 1 |
| Salus FC            | 3 – 2 | 3 – 1 | 2 – 1 | 1 – 3 |       | 3 – 0 | 0 – 3 |
| Club Seminario      | 3 – 3 | 5 – 1 | 0 – 2 | 2 – 0 | 2 – 2 |       | 1 – 1 |
| Udelar              | 1 – 1 | 2 – 0 | 1 – 0 | 4 – 1 | 2 – 2 | 1 – 2 |       |

## Copa de Oro
De groepswinnaars en drie van de vier nummers twee kwalificeerden zich voor de Copa de Oro. Vijf van de zeven deelnemers hadden zich vorig seizoen ook al voor de Copa de Oro gekwalificeerd. CA Bella Vista en Rocha FC kwalificeerden zich vorig seizoen nog voor de Copa de Plata (die werd gewonnen door Bella Vista, met Rocha als nummer twee). Río Negro City FC en Racing Club de Montevideo speelden vorig seizoen nog mee in de Copa de Oro, maar namen dit seizoen niet deel aan de Primera División.
Net als vorig seizoen streden Colón FC en Club Nacional de Football om de landstitel. Hun eerste ontmoeting op 21 juni resulteerde in een zege voor Nacional: de Tricolores zegevierden met 3–1. Drie weken later speelden zij tegen Bella Vista echter 1–1 gelijk, waardoor Colón dichterbij kon komen. Halfweg de competitie had Nacional zestien punten en Colón vijftien. De derde plek was voor Bella Vista met tien punten.
In de terugronde wonnen Nacional en Colón al hun wedstrijden tot aan hun tweede ontmoeting. Die wedstrijd op 20 september eindigde in een 2–0 overwinning voor Colón. Hierdoor kwamen de Colonenses (die een wedstrijd minder hadden gespeeld) tot op één punt van Nacional. De daaropvolgende wedstrijden werden door beide ploegen gewonnen, waardoor de titelstrijd op de laatste speeldag zou worden beslist. Nacional had in de slotronde een vrije week, terwijl Colón het opnam tegen CA Cerro. Dankzij twee treffers van Cecilia Domeniguini en eentje van Edrit Viana wonnen de Colonenses met 3–0. Hierdoor kroonden ze zich voor de derde maal op rij tot landskampioen.
Nacional eindigde met twee punten minder op de tweede plaats. Het was eveneens de derde keer op rij dat zij tweede werden. CA River Plate won vier van de zes wedstrijden in de terugronde en behaalde de derde plek, hun beste resultaat van de laatste vijf seizoenen. Bella Vista eindigde als vierde en Cerro als vijfde. Voor Cerro was dit juist hun slechtste eindklassering van de laatste vijf seizoenen. De Villeros zouden volgend seizoen ook niet meer terugkeren in de competitie.
|     | Club                      | Sp. | W  | G | V  | Pnt. | DV | DT | DS  |
| --- | ------------------------- | --- | -- | - | -- | ---- | -- | -- | --- |
| 01. | Colón FC                  | 12  | 11 | 0 | 1  | 33   | 53 | 10 | +43 |
| 2.  | Club Nacional de Football | 12  | 10 | 1 | 1  | 31   | 60 | 13 | +47 |
| 3.  | CA River Plate            | 12  | 7  | 0 | 5  | 21   | 48 | 25 | +23 |
| 4.  | CA Bella Vista            | 12  | 4  | 2 | 6  | 14   | 14 | 32 | –18 |
| 5.  | CA Cerro                  | 12  | 4  | 1 | 7  | 13   | 20 | 32 | –12 |
| 6.  | Montevideo Wanderers FC   | 12  | 2  | 1 | 9  | 7    | 12 | 51 | –39 |
| 7.  | Rocha FC                  | 12  | 1  | 1 | 10 | 4    | 11 | 55 | –44 |

### Legenda
| Kleur | Kwalificatie voor               |
| ----- | ------------------------------- |
|       | Copa Libertadores Femenina 2016 |

### Uitslagen
| Uitploeg →                | CABV   | CAC   | CFC   | MWFC   | CNdF  | CARP   | RFC   |
| Thuisploeg ↓              | CABV   | CAC   | CFC   | MWFC   | CNdF  | CARP   | RFC   |
| ------------------------- | ------ | ----- | ----- | ------ | ----- | ------ | ----- |
| CA Bella Vista            |        | 3 – 2 | 0 – 5 | 2 – 1  | 1 – 1 | 0 – 3  | 0 – 0 |
| CA Cerro                  | 2 – 3  |       | 0 – 3 | 1 – 1  | 1 – 3 | 1 – 0  | 5 – 0 |
| Colón FC                  | 1 – 0  | 5 – 2 |       | 13 – 0 | 2 – 0 | 3 – 2  | 2 – 0 |
| Montevideo Wanderers FC   | 2 – 1  | 0 – 1 | 0 – 6 |        | 1 – 5 | 0 – 6  | 3 – 1 |
| Club Nacional de Football | 11 – 0 | 6 – 0 | 3 – 1 | 6 – 1  |       | 7 – 2  | 9 – 1 |
| CA River Plate            | 3 – 1  | 6 – 1 | 1 – 5 | 6 – 1  | 3 – 5 |        | 5 – 0 |
| Rocha FC                  | 1 – 3  | 2 – 4 | 2 – 7 | 3 – 2  | 0 – 4 | 1 – 11 |       |

| Winnaar Primera División 2015 |
| ----------------------------- |
| Colón FC 3e titel             |

#### Topscorers
Carolina Birizamberri van CA River Plate behaalde net als in 2011 en 2013 de topscorerstitel. Ze maakte 53 doelpunten, een evenaring van het record van Juliana Castro uit 2009.
| №  | Speelster             | Club(s)                   | Goals |
| -- | --------------------- | ------------------------- | ----- |
| 1. | Carolina Birizamberri | CA River Plate            | 53    |
| 2. | Juliana Castro        | Club Nacional de Football | 25    |
| 3. | Mariana Pion          | Colón FC                  | 18    |
| 4. | Yamila Badell         | Colón FC                  | 17    |
| 5. | Cecilia Domeniguini   | Colón FC                  | 16    |

1997 · 1998 · 1999 · 2000 · 2001 · 2002 · 2003 · 2004 · 2005 · 2006 · 2007 · 2008 · 2009 · 2010 · 2011 · 2012 · 2013 · 2014 · 2015 · 2016 · 2017 · 2018 · 2019 · 2020 · 2021